# Заводівка (Каховський район)
Заво́дівка (Завадівка) — село в Україні, у Горностаївській селищній громаді Каховського району Херсонської області.
Населення становить 1124 осіб.

## Історія
Станом на 1886 рік в селі Князь-Григорівської волості мешкало 648 осіб, налічувалось 100 дворів, існували 2 лавки.
У лютому 2022 року село тимчасово окуповане російськими військами під час російсько-української війни.

## Населення
Згідно з переписом УРСР 1989 року чисельність наявного населення села становила 1159 осіб, з яких 535 чоловіків та 624 жінки.
За переписом населення України 2001 року в селі мешкало 1100 осіб.

### Мова
Розподіл населення за рідною мовою за даними перепису 2001 року:
| Мова       | Відсоток |
| ---------- | -------- |
| українська | 94,48 %  |
| російська  | 5,16 %   |
| молдовська | 0,18 %   |
| болгарська | 0,09 %   |

## Сучасність
Колективне сільськогосподарське підприємство «Приморське».
ТОВ «Горностаївський агрохім».
Фермерські господарства «Ірина», «Любава», «Рось», «Степове», «Східне», «Овен», «Радуга».
Комунальне підприємство «Зоряне».
Церква Казанської ікони Божої Матері.
Звання «Мати-героїня» присвоєно 10 жінкам.